# Thurya capitata
Thurya capitata es la única especie del género monotípico Thurya, perteneciente a la familia Caryophyllaceae. Es natural de Turquía.

## Taxonomía
Thurya capitata fue descrito por Boiss. & Balansa y publicado en Diagnoses Plantarum Orientalium Novarum, ser. 2, 3(5): 63. 1856.